# Mustafa Kamal
Ne doit pas être confondu avec Mustafa Kemal Atatürk ou Mustafa Kamil.
Pour les articles homonymes, voir Kamal.
Syed Mustafa Kamal (en ourdou : سید مصطفى کمال), né le 27 décembre 1971 à Karachi, est un homme politique pakistanais. Membre important du Mouvement Muttahida Qaumi, il a notamment été maire de Karachi de 2005 à 2010, puis brièvement sénateur. Entrant en conflit avec la direction de son parti, il fonde sa propre formation en 2016.

## Biographie

### Jeunesse et éducation
Syed Mustafa Kamal est né le 27 décembre 1971 à Karachi et a suivi sa scolarité dans la ville. Il quitte ensuite le Pakistan pour la Malaisie, où il a obtenu un diplôme de commerce. Il part ensuite au Royaume-Uni ou il obtient une maîtrise en administration des affaires de l'Université du pays de Galles à Aberystwyth.  

### Carrière politique
En tant que membre du Mouvement Muttahida Qaumi, Mustafa Kamal devient ministre local des Technologies de l'information au sein du gouvernement local du Sind en 2003, alors que son parti s'est allié avec la Ligue musulmane du Pakistan (Q) soutenant le président Pervez Musharraf. 
En 2005, il quitte son poste de ministre pour être candidat à l'élection municipale de 2005 à Karachi, que son parti remporte. Il devient ensuite le second maire de la ville depuis la réinstauration de la démocratie locale, après Naimatullah Khan élu en 2001. Il quitte son poste en 2010 alors que le Parlement passe une réforme constitutionnelle abolissant le poste de maire, rétablissant le système précédent. Durant son mandat, il tente de faire de la ville une mégalopole moderne, prenant exemple sur Dubaï, et son action en ce sens a été louée, notamment par la Cour suprême. Il a ainsi développé les infrastructures, particulièrement des routes et des ponts, et a doté la ville d'un nouveau système de vidéosurveillance. En revanche, il ne réussit pas à faire diminuer sensiblement la violence qui frappe la ville, tout comme les récurrentes coupures d'électricité. Il a notamment été nommé au World Mayor Award en 2010.
En 2012, il est élu sénateur de son parti pour un mandat de six ans. Il démissionne toutefois en novembre 2013, citant des « problèmes personnels », et sa démission est finalement acceptée en avril 2014. Alors qu'il aurait quitté le pays dès l'été 2013 pour Dubaï, citant plus tard le traitement médical de sa femme, des rumeurs indiquent qu'il aurait développé des divergences avec la direction de son parti. 
Mustafa Kamal rentre au Pakistan le 3 mars 2016 et fonde quelques jours plus tard le Pak Sarzameen en développant un discours patriotique. Il critique le dirigeant de son ancien parti Altaf Hussain, l'accusant d'être insensible à la mort de ses partisans dans les récurrents affrontements communautaires et d'avoir été en lien avec les services secrets indiens,. À l'inverse, ses anciens alliés accusent Mustafa Kamal d'avoir créé son parti avec l'appui de l'armée pakistanaise. Pour le général indien Kamal Jit Singh, le chef de l'armée pakistanaise Raheel Sharif tente ainsi d'exclure Altaf Hussain de la vie politique,.
Lors des élections législatives de 2018, son parti ne réunit que 129 419 votes populaire, soit seulement 0,25 % des électeurs, et ne s'impose dans aucune circonscription nationale ou provinciale. Bien que souvent vu comme une création de l'armée pakistanaise, le parti aurait toutefois perdu le soutien de celle-ci après avoir notamment refusé de se retirer de certaines circonscriptions en faveur du Mouvement du Pakistan pour la justice. Mustafa Kamal échoue largement dans les trois circonscriptions dans lesquelles il s'est présenté, ne faisant pas mieux que la quatrième place et environ 8,5 % des voix,.